# 휘저은 크림

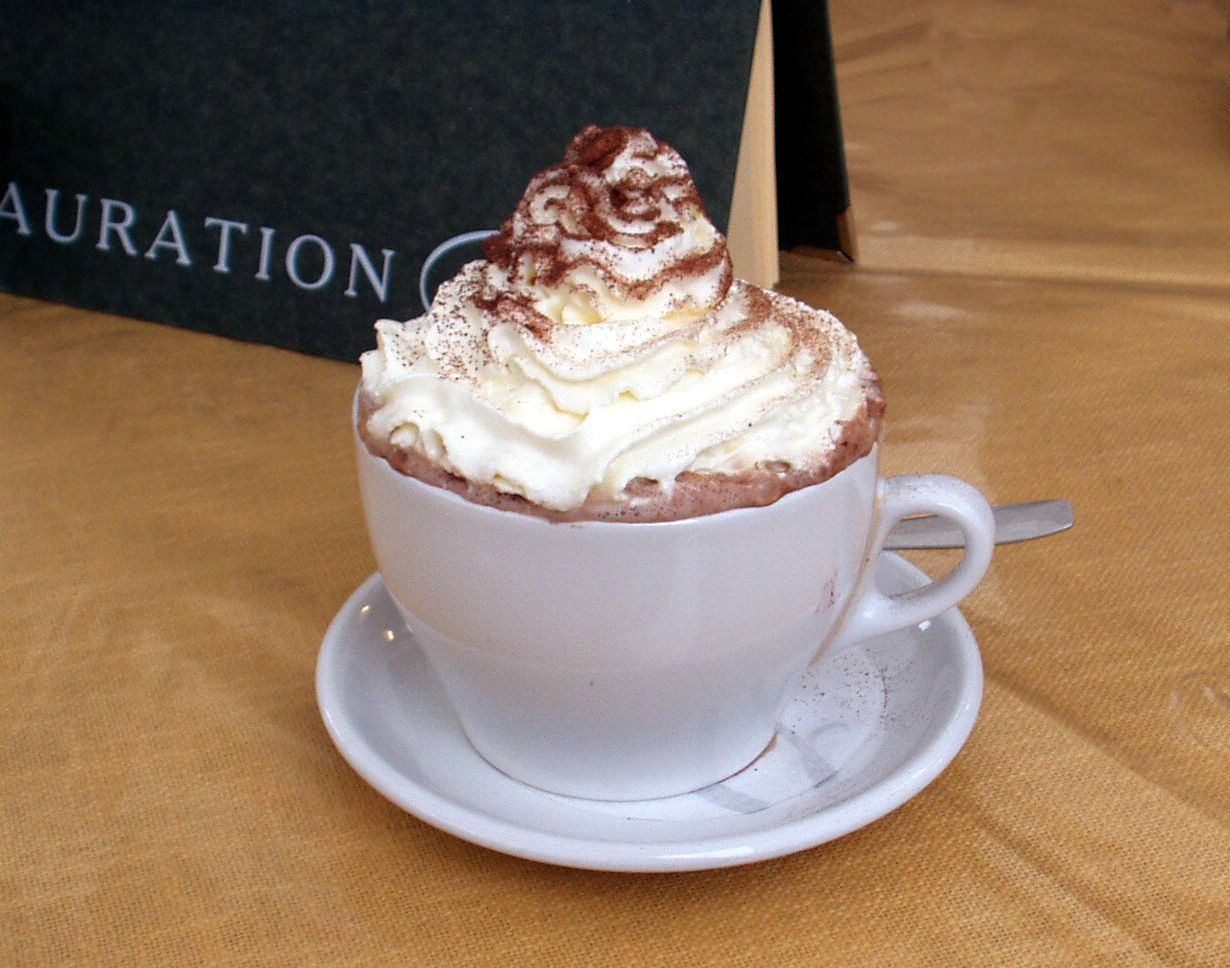
핫초코 위에 얹어진 휘저은 크림의 모습.

휘저은 크림(영어: whipped cream 휩트 크림[*])은 믹서, 거품기, 포크 등을 사용해 거품을 낸 크림이다. 설탕이나 시럽 등으로 가당하고 때로 바닐라 등을 첨가한 휘저은 크림은 샹티이 크림으로 부른다.
한국에서는 휘저은 크림을 "휘핑 크림"으로 부르기도 하지만, 영어권에서 "휘핑 크림(whipping cream)은 휘저은 크림을 만들 수 있을 정도로 지방 함량이 높은 크림을 뜻한다. "생크림" 또한 유지방 함량이 18% 이상인 크림을 부르는 말이다. 휘핑 크림이나 생크림을 휘저어 거품을 올렸을 때 "휘저은 크림"이 된다.

## 같이 보기
- 샹티이 크림
- 휘핑 크림